# Siefen bei Werschberg
Siefen bei Werschberg war ein Ortsteil der Gemeinde Much im Rhein-Sieg-Kreis und gehört heute zu Werschberg. Einen zweiten Ortsteil Siefen gibt es in der Gemeinde bei Bövingen.

## Lage
Siefen liegt nördlich von Werschberg im Homburger Bröltal.

## Einwohner
1901 hatte der Weiler 23 Einwohner. Verzeichnet waren die Haushalte Ackerin Witwe Joh. Peter Haas, Ackerer Peter Merten, Ackerer Heinrich Schmittgen und Steinbruchbesitzer Wilhelm Steimel.